# Willem Godschalck van Focquenbroch
Willem Godschalck van Focquenbroch, baptisé le 26 avril 1640 à Amsterdam et mort en juin 1670 à São Jorge da Mina (Elmina), golfe de Guinée, est un poète des Pays-Bas septentrionaux. 

## Biographie

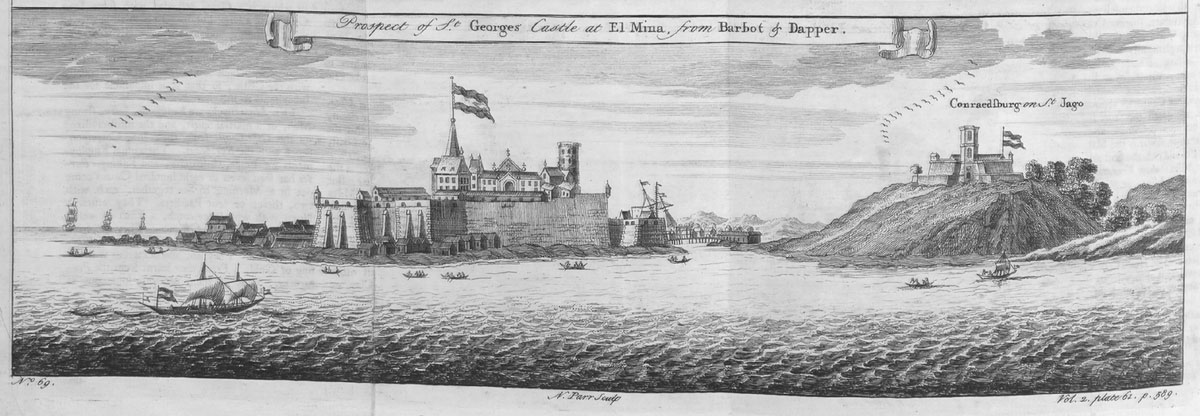
Fort El Mina (Elmina), sur la côte d'esclaves, où Focquenbroch a résidé deux ans.

On ne connaît que peu de choses de la vie de ce poète.  Il naquit à Amsterdam de parents issus du milieu de petits commerçants et d'artisans originaires d'Anvers.  Ses parents firent baptiser leurs enfants à l'Église réformée, y compris leur troisième enfant, William Godschalck.  Ce deuxième prénom provient de l'un des témoins nobles.  Après avoir suivi l'école latine, Focquenbroch choisit d'étudier la médecine.  Il reçut sans doute une formation préparatoire à l'athénée d'Amsterdam.  Après s'être inscrit, le 29 mars 1662, à l'université d'Utrecht, il y obtint le 10 juin 1662, apparemment sans y avoir étudié, un doctorat en médecine avec une dissertation sur les maladies vénériennes De lue venerea.  Puis, à Amsterdam, il devint un médecin des pauvres au service de l'Église réformée (la diaconie), d'abord comme volontaire, mais même lorsqu'il fut rémunéré, il n'obtint qu'une maigre récompense.  
Ses œuvres parurent régulièrement à partir de 1663, en particulier chez l'éditeur Johannes van den Berg.  Ses poèmes très réalistes s'éloignent du genre élevé de la poésie du XVIIe siècle.  Il fut l'un des premiers à suivre Scarron et Lucianus dans le genre burlesque de son De Aeneas in syn sondaeghs-pack (Énée dans son costume du dimanche) et de son Typhon of de Reusen-Strijdt (Typhon ou la Gigantomachie).  Son travail a toujours eu un attrait majeur pour le lecteur par son criticisme et son cynisme, mais également par sa perception pessimiste de la vanité de toutes choses et ses expressions de désespoir face au destin.  Sa comédie De Min in 't Lazarus-Huys (La Nourrice dans la maison de Lazare, 1674), une adaptation de Los Locos de Valencia (Les Fous de Valence) de Lope de Vega, appartient au répertoire dramatique courant au XVIIe siècle et au XVIIIe siècle, et a encore été représentée avec grand succès au XIXe siècle. 
On sait qu'il ne se maria pas, qu'il fut engagé comme « fiscal » par la Compagnie néerlandaise des Indes occidentales en 1668 et qu'il fut envoyé en Côte-de-l'Or en Afrique de l'Ouest.  Son poste de « fiscal » était une fonction administrative, impliquant des responsabilités économiques et juridiques.  Son poste était au château São Jorge da Mina, dans le golfe de Guinée au Ghana actuel.  Ce château, El Mina, existe toujours, sur la côte ghanéenne.  S'il s'y rendit avec optimisme, l'expérience s'avéra toutefois décevante.  Seul, il s'y ennuyait.  Dans sa correspondance, écrite en rimes, il idéalise sa patrie natale qu'il ne reverra plus jamais.  Il mourut en 1670, sans doute d'une maladie tropicale, vraisemblablement la fièvre jaune.

## L'œuvre
Ses œuvres complètes ont été éditées à plusieurs reprises avec beaucoup de morceaux apocryphes.  L'incertitude concernant la date de sa mort - jusqu'à récemment fixée en 1675 - faisait que les éditeurs pouvaient facilement ajouter de telles œuvres « posthumes » aux éditions, dont les plus fiables sont Thalia of de geurige zanggodin, vol. 1 (1665) et 2 (1668), et  De Afrikaense Thalia, compilée après sa mort (1678). 
À travers les lettres et les poèmes de Focquenbroch se révèle le caractère d'un homme sensible qui, bien qu'il se sentît souvent malheureux, tenait à se tourner en dérision ; il se moquait non seulement de lui-même mais également d'autres.  Si le rire était un bon remède contre ses tendances mélancoliques, son humour était aussi lié aux traditions littéraires de son temps.  Souvent, entre autres dans un poème en imitation d'un épithalame, il raille le fait qu'il avait affaire aux aspects puants de la vie pour si peu d'argent.
Les trois recueils des œuvres complètes (1664, 1668, 1678) abondent en textes ironiques.  Le titre, réapparaissant à chaque édition, annonce tout le contenu : Thalia, of geurige sang-godin, c'est-à-dire Thalia ou la déesse parfumée du chant, muse de la farce et de la comédie.  Focquenbroch écrivait dans une tradition burlesque dans laquelle le contraste humoristique entre le haut et le bas se situait au centre.  Ainsi, une épopée fut adaptée de façon ironique en prenant des lourdauds ou des animaux comme protagonistes, plutôt que des héros nobles et vaillants.  Du Français Scarron, connu pour ses œuvres burlesques, Focquenbroch adapta Typhon ou la Gigantomachie comme Typhon of de Reusen-Strijdt (1665) .  
Focquenbroch est le premier aux Pays-Bas septentrionaux à traduire la comédie Le Cocu imaginaire de Molière ; plus tard suivit une néerlandisation d’une comédie de l'Espagnol Lope de Vega.  Il a également écrit des poèmes moqueurs sur l'amour malheureux, dans la tradition de la poésie amoureuse antipétrarquiste.  Non seulement, il a tourné en dérision les femmes inaccessibles, qu'il montrait de la façon la plus horrible qui soit, mais aussi l'amant servile qui se rend malheureux.  Il fit également de nombreux poèmes nuptiaux ironiques, toujours lardés de passages érotiques. 
Que Focquenbroch était un homme lettré apparaît clairement dans la façon dont il traite les traditions littéraires humoristiques connues.  Ses amis ne lui ont donné, non sans raison, une couronne de laurier dans les cheveux sur la médaille frappée après sa mort : cela se faisait dans l'Antiquité en hommage aux poètes.  La bouffonnerie n'était pas jouée ; Focquenbroch avait des tendances mélancoliques.  Au XVIIe siècle, la mélancolie était une maladie dangereuse, comparable à ce que l'on appelle maintenant des troubles dépressifs.  Selon les notions que l'on avait au XVIIe siècle de la maladie, le foie recueille des substances nocives et s'enflamme par la suite.  Le foie devait être mis en mouvement pour faire écouler le sang enflammé, entre autres en riant. 
Les humeurs mélancoliques de Focquenbroch se reflètent souvent dans ses poèmes et ses lettres tristes et pensives. 
La devise de Focquenbroch est Fumus gloria mundi (« La gloire du monde n'est que fumée »).  Dans l'un de ses sonnets, il dessine son propre portrait, avec sa pipe inséparable et sans illusions.

## Œuvres
- (nl) De verwarde Jalousy, Blyspel, Amsterdam, Jacob Lescaille, 1663
- (nl) Klucht van de Weyery, Amsterdam, Jacob Vinckel, 1665
- (nl) Klucht van Hans Keyenvresser, Amsterdam, Jacob Vinckel, 1665
- (nl) Thalia, of geurige Sang-Goddin, Amsterdam, Johannes van den Bergh, 1665 (éd. 1669)
- (nl) Een Hollandsche vuystslagh, op een Brabandsche koon, [ 1665 ]
- (nl) Verdubbelt Zegen-Sangh, der Negen Musen, Amsterdam, Johannes van den Bergh, 1666
- (nl) De herderssangen van Virgilius Maro, Amsterdam, Johannes van den Bergh, 1666.
- (nl) Thalia, of geurige Zang-Goddin, tweede deel, Amsterdam, Johannes van den Bergh, 1668/1669
- (nl) De Min in 't Lazarus-Huys, Blyspel. Amsterdam, Jacob Vinckel, 1674.
- (nl) Afrikaense Thalia, of het derde deel van de geurige Zang-Godin, Amsterdam, Jan ten Hoorn, 1678

## Ressources

### Sources
- (nl) FREDERIKS, Johannes Godefridus, et Frans Jozef VAN DEN BRANDEN.  Biographisch woordenboek der Noord- en Zuidnederlandsche letterkunde, Amsterdam, L.J. Veen, 1888-1891, p. 252.
- (nl) KLAPWIJK, Cees (réd.).  Willem Godschalck van Focquenbroch, [En ligne], [s. d.], réf. du 6 septembre 2014.  [www.literatuurgeschiedenis.nl].
- (nl) KROONE, P.M.M.  « Focquenbroch, Willem Godschalck van », De Nederlandse en Vlaamse auteurs van middeleeuwen tot heden met inbegrip van de Friese auteurs (réd. Gerrit Jan VAN BORK et Pieter Jozias VERKRUIJSSE), Weesp, De Haan, 1985, p. 206-207.
- (nl) ZUIDEMA, R.  « Focquenbroch (Willem Godschalk van) », Nieuw Nederlandsch Biografisch Woordenboek, vol. 10 (réd. Philipp Christiaan MOLHUYSEN et Petrus Johannes BLOK), Leyde, A.W. Sijthoff, 1937, p. 263-264.